# Prudencio Molina
Prudencio Molina Méndez (13 gennaio 1957) è un ex giocatore di calcio a 5 spagnolo.

## Carriera
Utilizzato nel ruolo di portiere, ha come massimo riconoscimento in carriera la partecipazione con la Nazionale di calcio a 5 della Spagna al FIFA Futsal World Championship 1989 dove le furie rosse sono state eliminate al primo turno nel girone comprendente Brasile, Ungheria e Arabia Saudita.